# 성 볼로디미르 대성당

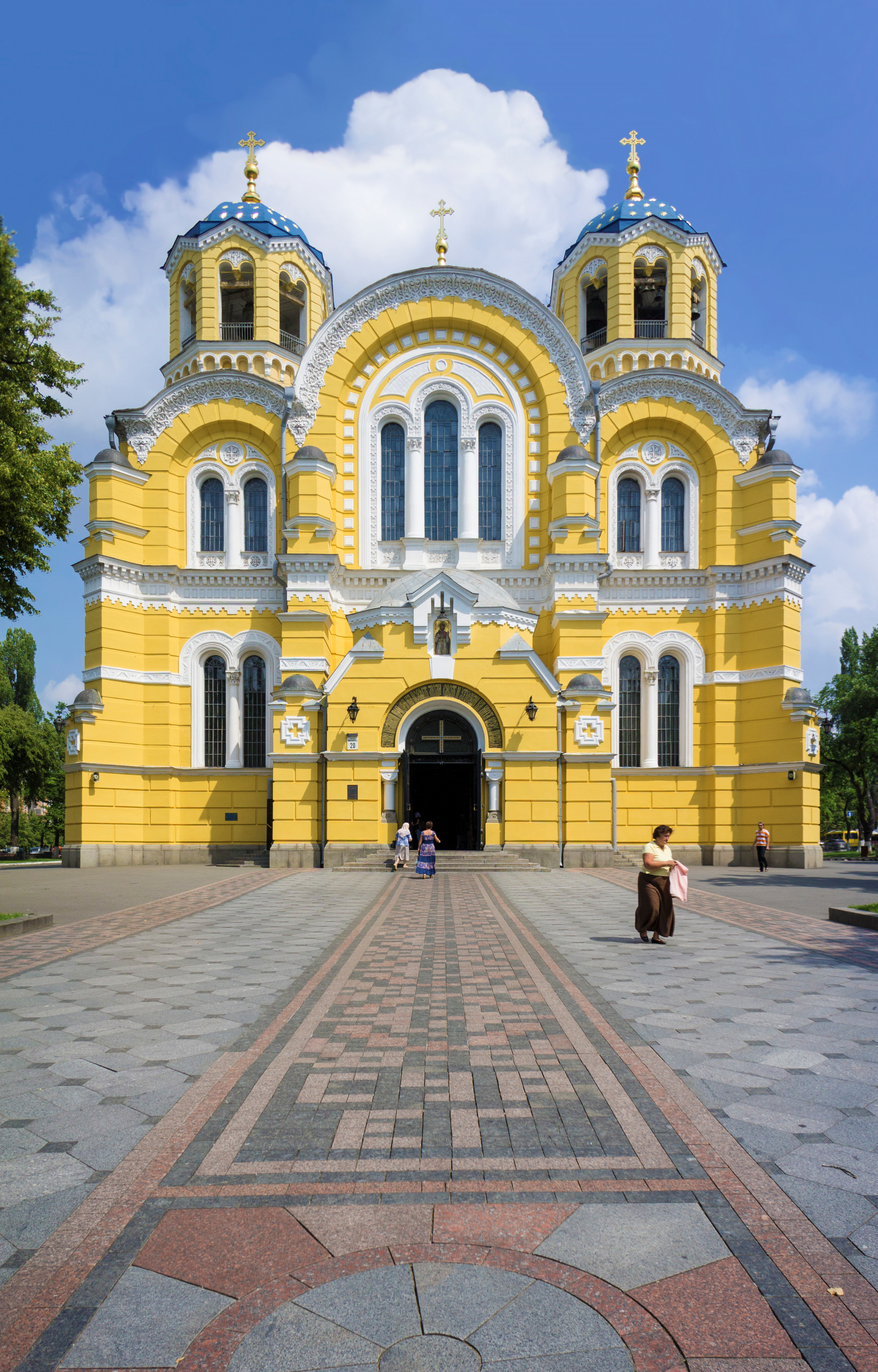
성 볼로디미르 대성당

성 볼로디미르 대성당(우크라이나어: Патріарший кафедральний собор св. Володимира)은 우크라이나 키이우에 위치한 우크라이나 정교회 대성당이다. 우크라이나 정교회 키이우 총대주교청의 주교구 역할을 하고 있다.

## 역사
1852년에 러시아 정교회의 관구장 주교였던 바실리 미하일로비치 드로즈도프(Vasily Mikhaylovich Drozdov)가 키예프 루시의 대공이었던 블라디미르 1세의 세례 900주년을 기념하기 위한 차원에서 키이우에 대성당을 건설하자고 제안했다. 러시아 제국의 국민들이 각지에서 성금을 모았으며 1859년에는 성금이 100,000 루블에 달했다.
대성당은 전체적으로 비잔틴 리바이벌 건축 양식을 띠고 있다. 대성당 안에는 6개의 복도, 3개의 후진이 설치되어 있으며 대성당 밖에는 7개의 돔이 설치되어 있다. 중앙 돔의 높이는 49m이다. 대성당의 모자이크 벽화는 베네치아 출신 화가들이 제작했고 프레스코 벽화는 아드리안 프라호프(Adrian Prakhov) 교수의 지도를 받은 화가들이 제작했다. 1896년 8월 20일 니콜라이 2세 황제와 알렉산드라 표도로브나 황후가 참석한 가운데 성당 축성식이 열렸다.
1920년대에는 소련이 대성당을 폐쇄하고 무신론 박물관으로 개조했지만 제2차 세계 대전 이후에 대성당으로 회귀했다. 1992년 우크라이나의 독립 이후에 대성당의 소유권이 우크라이나 정교회 키이우 총대주교청에 양도되었다.

## 사진

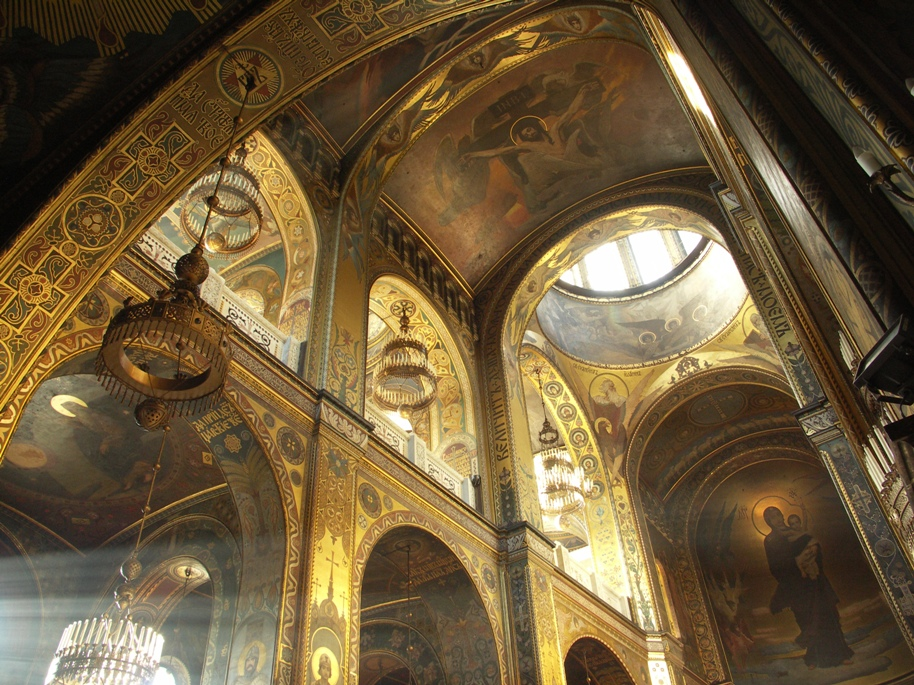
대성당 내부 전경
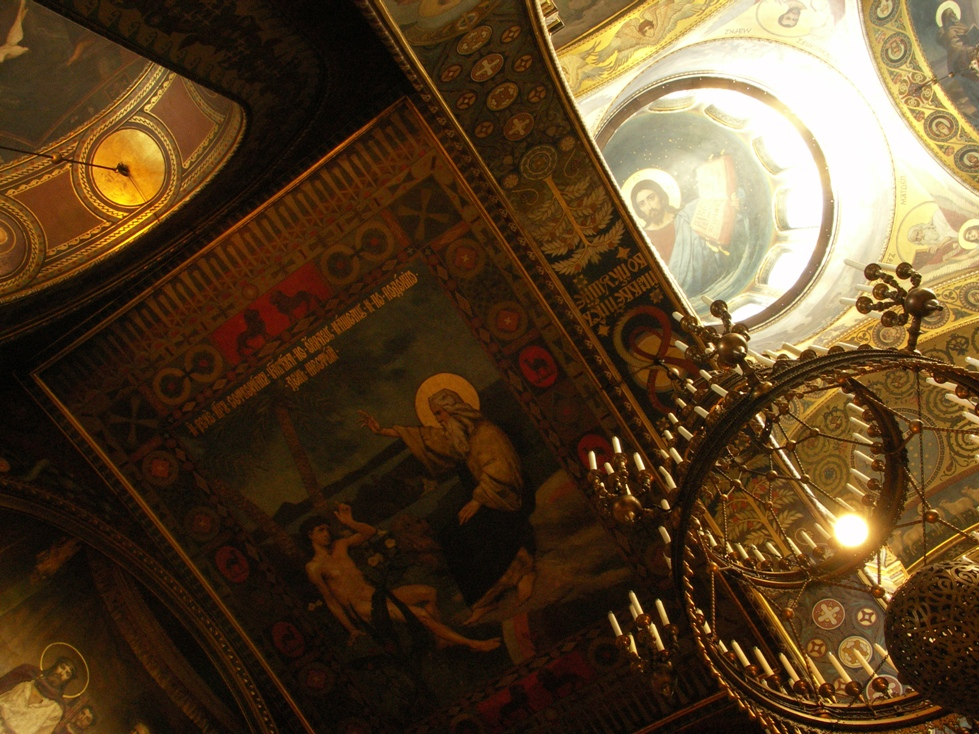
대성당 천장